# Fala wyjątkowa
Fala wyjątkowa (czasem nazywana falą fenomenalną lub monstrualną) – fala morska o wysokości znacznie większej niż typowe fale na danym akwenie w danych warunkach pogodowych.
Wyjątkowe fale są przynajmniej dwukrotnie większe od wysokości fali znacznej. Te monstrualne fale zostały po raz pierwszy, w sposób niebudzący wątpliwości, zmierzone na platformie wiertniczej Draupner na Morzu Północnym 1 stycznia 1995 u wybrzeży Norwegii. Wcześniej pochodzące od marynarzy doniesienia o wyjątkowo wysokich falach były przyjmowane przez badaczy z niedowierzaniem.
Monstrualne fale dochodzą do 30 metrów wysokości, mogą stanowić bardzo poważne niebezpieczeństwo dla jednostek pływających. Seria wyjątkowo wysokich fal następujących bezpośrednio po sobie nazywana jest w żargonie marynarskim „trzema siostrami”. Fale wyjątkowe nie są związane z tsunami. Powstawanie monstrualnych fal jest przypuszczalnie związane z nieliniowym oddziaływaniem ciągów kilku fal i związaną z tym akumulacją energii.
Przypuszczalnie działanie fali wyjątkowej było powodem zatonięcia brytyjskiego 90-tysięcznika MV Derbyshire, który wyruszył z zachodniej Kanady 11 lipca 1980 z ładunkiem rudy żelaza do Japonii i nigdy nie dotarł do portu przeznaczenia. Dnia 9 lub 10 września 1980 podczas tajfunu wraz z całą 42-osobową załogą (+ 2 żony) zatonął (bez nadania sygnału sygnału wzywania pomocy)  między Tajwanem i Japonią. Wrak, zlokalizowany w czerwcu 1994 roku, spoczywa na głębokości 4200 metrów. Prawdopodobną przyczyną zatonięcia statku było (co wynikało z analizy zdjęć przekazanych przez batyskafy) zerwanie przez masy wody pokryw luków kilku ładowni.